# Паломеке, Кристиан
Кристиан Андрес Паломеке Валойес (англ. Cristian Andres Palomeque Valoyes; род. 2 апреля 1994[…], Карепа, Антьокия) — колумбийский футболист, нападающий клуба «Хутикальпа».

## Клубная карьера
Паломеке начал профессиональную карьеру в клубе «Атлетико Насьональ». В 2012 году для получения игровой практики он на правах аренды перешёл в «Альянса Петролера». 8 августа в матче против «Депортиво Перейра» Кристиан дебютировал во колумбийской Примере B. 20 октября в поединке против «Университарио Попаян» Паломеке забил свой первый гол за «Петролеру». В своём дебютном сезоне Кристиан забил семь мячей и помог клубу выйти в элиту. 17 февраля 2013 года в матче против родного «Атлетико Насьональ» он дебютировал в Кубке Мустанга. 21 апреля в поединке против «Депортиво Кали» Паломеке забил свой первый гол в высшем дивизионе.
В начале 2014 года Кристиан на правах аренды перешёл в «Онсе Кальдас». 1 февраля в матче против «Патриотас» он дебютировал за новый клуб. 15 марта в поединке против «Бояка Чико» Паломеке забил свой первый гол за «Онсе Кальдас».
В начале 2015 года Кристиан вновь был отдан в аренду, его новым клубом стал американский Сан-Антонио Скорпионс. 19 апреля в матче против «Инди Илевен» он дебютировал в NASL, заменив во втором тайме Омара Каммингса. Больше на поле в составе скорпионов Паломеке не выходил. Летом он вернулся на родину подписав контракт с «Хагуарес де Кордоба». 2 августа в матче против «Индепендьенте Медельин» Кристиан дебютировал за «ягуаров». 13 сентября в поединке против «Ла Экидад» он сделал «дубль», забив  свои первые голы за клуб.
В начале 2016 года Паломеке на правах аренды перешёл в аргентинский «Колон». 18 февраля в матче против «Бельграно» он дебютировал в аргентинской Примере, заменив во втором тайме Маурисио Спердути.

## Международная карьера
В 2011 году в составе юношеской сборной Колумбии Паломеке принял участие в юношеском чемпионате Южной Америки в Эквадоре. На турнире он сыграл в матчах против сборных Чили, Венесуэлы, Эквадора, Парагвая и Бразилии. В поединке против парагвайцев Кристиан забил гол.
В 2013 году в составе молодёжной сборной Колумбии Паломеке выиграл молодёжном чемпионате Южной Америки в Аргентине. На турнире он сыграл в матчах против команд Боливии, Эквадора, Уругвая, Перу, а также дважды Парагвая и Чили.
Летом того же года Кристиан принял участие в молодёжном чемпионате мира в Турции. На турнире он сыграл в матчах против команд Австралии, Турции, Сальвадора и Северной Кореи.

## Достижения
Колумбия (до 20)
- Чемпионат Южной Америки по футболу среди молодёжных команд — 2013